# Gaviões Londrinenses
GRES Gaviões Londrinenses é uma escola de samba da cidade de Londrina, no estado brasileiro do Paraná.
Uma das escolas mais fortes da cidade, foi campeã do Carnaval por seis vezes, entre as quais 2001, 2003, 2004, 2007 e 2010.
Não desfilou em 2011.

## Carnavais
| Ano                   | Colocação | Grupo    | Enredo                                                                               | Carnavalesco | Ref.  |
| --------------------- | --------- | -------- | ------------------------------------------------------------------------------------ | ------------ | ----- |
| 2001                  | Campeã    | Especial |                                                                                      |              |       |
| 2003                  | Campeã    | Especial |                                                                                      |              |       |
| 2004                  | Campeã    | Especial |                                                                                      |              |       |
| 2005                  |           | Especial | O que é o amor? O amor não se define: o amor se vive, o amor se dá, o amor se divide | Alex Lima    |       |
| 2007                  | Campeã    | Especial |                                                                                      |              |       |
| 2009                  |           | Especial | Gaviões apresenta a Nação Nordestina                                                 |              | [ 6 ] |
| 2010                  | Campeã    | Especial |                                                                                      |              |       |
| Não desfilou em 2011. |           |          |                                                                                      |              |       |
| 2013                  | 3º lugar  | Especial |                                                                                      |              | [ 7 ] |